# خوزه کارراس
خوزه ماریا کارِراس ئی کول (اسپانیایی: Jose Maria Carreras i Coll‎؛ زادهٔ ۵ دسامبر ۱۹۴۶- بارسلون) که بیشتر با عنوان خوزه کارراس شناخته می‌شود، تنور اسپانیایی کاتالان است. شهرت وی بیشتر مرهون اجرای اپراهای پوچینی و وردی است. او با پیوستن به گروه سه تنور همراه با پلاسیدو دومینگو و لوچیانو پاواروتی، و اجرای سری کنسرت‌های تری تنورز از سال ۱۹۹۰ تا ۲۰۰۳، بهتر و بیشتر شناخته شد.
او هم چنین فعالیت‌های بشر دوستانه گسترده‌ای را به عنوان رئیس «بنیاد بین‌المللی سرطان خون خوزه کارراس» انجام می‌دهد. کارراس خود، در سال ۱۹۸۸ از بیماری سرطان خون به طرز معجزه آسایی رهایی یافت.

## زندگی و شغل

### کودکی و نوجوانی
خوزه کارراس، کوچک‌ترین فرزند یک خانواده ۵ نفری، در منطقه سانتز شهر بارسلونا متولد شد. در سال ۱۹۵۱ خانواده وی برای یافتن شرایط بهتر زندگی به آرژانتین مهاجرت کردند اما دوباره به بارسلونا بازگشتند. علاقه او به موسیقی با دیدن بازی ماریو لانزا بازیگر و خواننده بزرگ آمریکایی در فیلم «کاروسوی بزرگ» شکل گرفت. او به این نکته در اتوبیوگرافی و مصاحبه‌های خود اشاره کرده‌است که بعد از دیدن این فیلم، ترانه‌های آن به ویژه'La donne mobile' را به‌طور پیوسته در خانه و برای خانواده خود می‌خوانده و هنگامی که آن‌ها از دست او خشمگین می‌شده‌اند خود را در حمام زندانی می‌کرده و باز هم می‌خوانده! در نهایت پدر و مادرش به واسطه تشویق‌های پدربزرگش، سالوادور کول که خود باریتونی آماتور بود، هزینه لازم را برای آموزش موسیقی وی فراهم می‌کنند. در ابتدا به آموختن پیانو و آواز نزد یکی از دوستان خانوادگی خود پرداخت و در سن هشت سالگی به هنرستان شهرداری بارسلونا رفت.
کارراس در هشت سالگی اولین اجرای خود را با آریای 'La donne mobile'که آهنگ آن توسط اولین معلم موسیقی اش و با پیانو زده می‌شد در رادیوی ملی اسپانیا انجام داد. این اجرا همچنان موجود است و در فیلم «خوزه کارراس- داستان یک زندگی» قابل دسترسی است. در سن یازده سالگی اولین نقش خود را در خانه اپرای بزرگ اسپانیا اجرا نمود. در طول سال‌های نوجوانی اش کلاس‌های موسیقی را به‌طور خصوصی گذراند. او از خوان روکس (یکی از استادانش) به عنوان پدر هنری خود یاد می‌کند. بنا به توصیه پدر و برادرش وارد دانشگاه بارسلونا گشت و به تحصیل در رشته شیمی پرداخت. اما دو سال بعد برای رسیدن به اهدافش در موسیقی، تحصیلات دانشگاهی را رها نمود.

### دهه ۱۹۷۰
در سال ۱۹۷۰، کارراس برای اولین بار به عنوان یک تنور در اپرای نورما به پیشنهاد استادش «خوان روکس» بازی کرد. نقش او با اینکه جزیی بود، اما اجرای چشمگیرش نظر بسیاری از دست اندرکاران از جمله مونتسرات کابله, (سوپرانوی بزرگ اسپانیایی متولد ۱۹۳۳) که نقش اصلی را در این اپرا بر عهده داشت به خود جلب کرد. کابله به او پیشنهاد بازی در نقش ژنارو در اپرای Lucrezia Borgiaرا داد. این اولین نقش اصلی او در اپرا به‌شمار می‌رود. در سال ۱۹۷۱، اولین نقش بین‌المللی خود را در رویال فستیوال هال لندن باز هم همراه با کابله بازی کرد. کابلله نقش خیلی مهمی در تشویق او در زمینه شغلی اش داشت و ۱۵ نقش مختلف را در نمایش‌های متعددی همراه وی اجرا نمود. همچنین برادر و مدیر برنامه او، کارلوس کابله تا نیمه‌های دهه نود میلادی، مدیر برنامه کارراس نیز بود.
در دهه هفتاد کارراس پیشرفت بسیار چشمگیری داشت. در اواخر سال ۱۹۷۱ در پارمای ایتالیا برنده یک جایزه موسیقی گشت که راه بازی در اپرای ایتالیایی لابوهه مه در نقش رودولفو را برایش گشود. چندی بعد در اپرای آمریکایی مادام باترفلای نقش پینکرتون را همراه با اپرای شهرنیویورک بازی کرد. در بیست و هشت سالگی، او بیست و چهار نقش مختلف را در اپراهای اروپا و آمریکای شمالی اجرا کرده و آلبوم‌های ارزشمندی را همراه با شرکت فیلیپس منتشر نموده بود. این آلبوم‌ها بیشتر شامل اپراهای کمتر شنیده شده وردی بودند از جمله:Il Corsaro, I due Foscari, La battaglia di Legnano, Un giorno di regnoوStifellio
او با موسیقی دانان و تهیه کنندگان زیادی کار کرد که از جمله آن‌ها می‌توان به هربرت فون کارایان بزرگ اشاره کرد. اولین بار با کارایان در اپرای شهر سالزبورگ همکاری کرد و آخرین همکاری آن‌ها نیز در اپرای کارمن در سال ۱۹۸۶ باز هم در شهر سالزبورگ صورت پذیرفت. کارایان او را تشویق می‌کرد که نت‌های سنگین تر تنور همچون نمایش‌های آیدا، دون کارلوس و کارمن را بخواند. بنا به نظر بعضی کارشناسان این نقش‌ها برای طبیعت صدای او خیلی سنگین بودند و در سال‌های بعدی دامنه صدایش را کاهش دادند.

### دهه ۱۹۸۰
در دهه هشتاد، خوزه کارراس از اپراهای رسمی به سمت موزیکال، سارسوئله و اپراته‌ها روی آورد (در زمینه آلبوم). در این سال‌ها او در موزیکال‌های وست سایداستوری و ساوت پسیفیک خواند. ضبط آلبوم وست ساید استوری در سال ۱۹۸۴ صورت گرفت که لئونارد برنستاین (آهنگساز بزرگ آمریکایی سازنده این موزیکال) خود تهیه‌کنندگی و رهبری ارکستر این آلبوم را بر عهده گرفت و برای این کار کارراس را برای نقش تونی و کری ته کاناوا را برای نقش ماریا برگزید.
علاوه بر آنکه بسیاری از نمایش‌های اپرای خوزه کارراس فیلمبرداری شده‌است، او در فیلم هم بازی کرده‌است. در سال ۱۹۸۶ در فیلم آخرین افسانه نقش خولیان گایر تنور اسپانیایی در قرن ۱۹ را به تصویر کشید. در سال ۱۹۸۷ نیز برای بازی در فیلم لابوهمه برگزیده شد که سرطان خون او را گرفتار کرد.

#### بیماری
در میانه بازی در فیلم لابوهمه در پاریس، پزشکان تشخیص دادند که ستاره تنور، خوزه کارراس ۴۱ ساله به ایمفوبلاستیک لوکمیای حاد دچار است و امکان زنده ماندنش ۱ به ۱۰ می‌باشد. کارراس در این باره به روزنامه ساندی تایمز می‌گوید: "در آن روزها دچار دندان درد شدیدی شدم که خودم فکر می‌کردم عفونت است. به دندان پزشک رفتم و برایم آنتی بیوتیک تجویز کرد. و گفت چند روز دیگر دوباره پیش او بروم. اما درد من بدتر شد و به بیمارستان رفتم در حالی که فکر می‌کردم این درد زیاد نتیجه واکنش بدنم به آنتی بیوتیک هاست. در بیمارستان به من گفتند که باید شب را در آنجا بمانم در حالی که من اصرار می‌کردم فردا فیلمبرداری دارم.. امکان ندارد! در پاسخ به من گفتند که لوکمیای ایمفوبلاستیک حاد دارم. می‌دانستم نوعی سرطان خون است و نتیجه اش هم چیست (مادرش هم بر اثر سرطان درگذشت هنگامی که کارراس ۱۸ ساله بود) اما برایم قابل هضم نبود.
با خودم می‌گفتم لوکمیا یک جنگ است که از همان اول بیماری پزشکان درصد زنده ماندن با هر درمانی را به من می‌گویند. در این نبرد میلیون‌ها نفر شکست می‌خورند. اما اگر یک نفر در یک میلیون قرار است زنده بماند آن شخص باید خودم باشم. باید به دلیل پیروزی در این نبرد شناخته شوم. من خوشبخت بودم چون در کنارم خانواده و دوستانم را داشتم. و نیز مردمی که به من نیروی مورد نیازم را می‌بخشیدند."
او به مدت ده ماه در بیمارستانی تخصصی در شهر سیاتلآمریکا بستری بود و تحت رادیوگرافی, شیمی درمانی و پیوند مغز استخوان قرار گرفت. کارراس در مورد این دوران می‌گوید: «کار، شغل، صدا... همه اینها برای من به صورت مسئله‌ای فرعی درآمده بود. من برای زندگی ام می‌جنگیدم.» در نهایت او به‌طور معجزه آسایی نجات یافت. و چهار ماه بعد از مرخصی باز هم در سالن‌های اپرا هنر خود را عرضه نمود. گرچه بعد از این بیماری برای مدتی با مشکلات روحی روانی دست و پنجه نرم می‌کرد.

### دهه ۱۹۹۰تاکنون
در دهه نود کارراس اجرای اپراهای کارمن و فدورا را ادامه داد. بازی در اپرای سامسون و دلیله و استیفلیو را شروع کرد. اما در کل تعداد اپراهای خود را کاهش داده بود و بیشتر به برگزاری کنسرت می‌پرداخت.
در ۷ ژوئیه ۱۹۹۰ اولین کنسرت تری تنورز به هنگام فینال مسابقات جام جهانی فوتبال در شهر رم ایتالیا برگزار گردید. این کنسرت در اصل به منظور جمع‌آوری پول برای بنیاد سرطان خون خوزه کارراس برگزار شد و در کنار آن، راهی بود برای دو همکارش لوچیانو پاواروتی و پلاسیدو دومینگو تا بازگشت «برادر کوچکشان» را به دنیای اپرا خوشامد بگویند. با این حال سری کنسرت‌های تری تنورز در سال‌های ۱۹۹۴ در فینال جام جهانی لوس آنجلس , ۱۹۹۸ پاریس و نیز در سال‌های بعد ادامه یافت. تا سال ۱۹۹۹ فیلم کنسرت ۱۹۹۰ ۱۳ میلیون فروش کرد که رکورد پرفروش‌ترین کنسرت کلاسیک تاریخ را داراست. هم چنین کنسرت تری تنورز در سال ۱۹۹۴ پربیننده‌ترین کنسرت در طول تاریخ می‌باشد (با بیش از یک میلیارد بیننده).

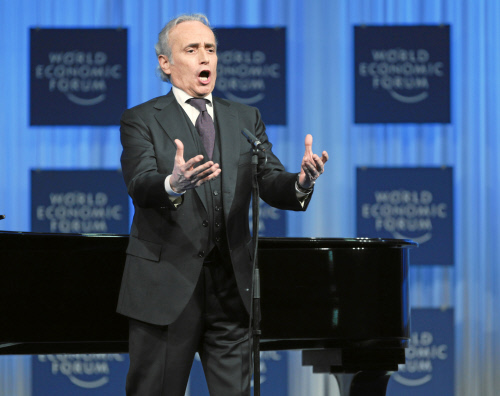
کارراس در حال اجرا (۲۰۱۱)

کارراس هم چنین ترانه رسمی بازیهای المپیک ۱۹۹۲ بارسلونا را به همراه سوپرانوی مشهور انگلیسی سارا برایتمن اجرا کرد. نام این آهنگ Amigos para siempre می‌باشد. او همچنین در طول یک تور بین‌المللی، کنسرت‌هایی را به افتخار اسوه اش در موسیقی، ماریو لانزا برگزار کرد. این روزها او به سبک کلاسیک لایت روی آورده‌است.
آلبوم Around the world او که در سال ۲۰۰۱ انتشار یافت تلفیقی از موسیقی ملل مختلف است که بعضی ترانه‌های آن کاملاً پاپ هستند. همچنین کارراس در سال‌های اخیر با خوانندگانی از دنیای موسیقی غیرکلاسیک همکاری زیادی داشته‌است. در مسابقات المپیک آسیایی که در سال ۲۰۰۶ در دوحه قطر برگزار شد او به همراه ماجده الرومی خواننده لبنانی ترانه‌ای را در مراسم افتتاحیه مسابقات اجرا کردند.

### فعالیت‌های بشر دوستانه
به دنبال بهبودی کارراس از بیماری لوکمیا، و برای ادای دین خود به جامعه پزشکان و نیز با هدف بهبود وضعیت سایر بیماران مبتلا به سرطان خون، او «بنیاد بین‌المللی سرطان خون خوزه کارراس» را تأسیس نمود. این بنیاد کار خود را در ۱۴ ژوئیه ۱۹۸۸مدت کمی بعد از بهبودی او آغاز نمود. این بننیاد هم چنین فصلنامه‌ای را در رابطه با فعالیت‌های پزشکی خود منتشر می‌سازد. چهار هدف اصلی این بنیاد عبارتند از:
1. افزایش تحقیقات در زمینه لوکیما با دادن بورس به پزشکان و دانشجویان
2. برپایی کمپین‌هایی برای اهدای مغز استخوان و خون بند ناف برای افراد نیازمند به پیوند
3. بهبود تجهیزات بیمارستانی برای درمان و نیز فعالیت‌های تحقیقاتی در زمینه سرطان خون
4. کمک به خانواده‌های بیماران سرطانی

بنیاد بین‌المللی سرطان خون کارراس در کشورهای اروپایی و آمریکای شمالی نیز دارای شعبه می‌باشد. همچنین کارراس خود در سال حداقل بیست کنسرت خیریه برگزار می‌کند که کنسرت‌های او به مناسبت کریسمس با عنوان
Jose Carreras Gala
دارای شهرت بسیارند. این کنسرت‌های سالانه که از سال ۱۹۹۵ در شهر لایپزیگ برگزار می‌شوند شامل برنامه‌های متعددی از جمله دعوت از موسیقیدانان بزرگ می‌باشد. کارراس هم چنین به عنوان سفیر حسین نیت یونسکو فعالیت دارد.

### خانواده
پدر کارراس، خوزه کارراس ئی سولر، به عنوان پلیس ترافیک فعالیت می‌کرد. او در ابتدا یک معلم زبان فرانسوی بود اما به دلیل اینکه در طول جنگ‌های داخلی اسپانیا در حزب جمهوری خواه فعالیت کرده بود، از کار برکنار شد. مادرش سالن آرایشگاه کوچکی را اداره می‌کرد و کارراس کوچک در ازای دریافت پول برای مشتری‌ها آواز می‌خواند! او رابطه نزدیکی با مادرش داشت و به او قول داده بود روزی خواننده بزرگی می‌شود. مرگ مادرش بر اثر سرطان هنگامی که کارراس ۱۸ سال داشت در او تأثیر عمیقی گذاشت. او در فیلم «خوزه کارراس- داستان یک زندگی» در این باره می‌گوید: الان هم بعد از گذشت سال‌ها وقتی روی صحنه می‌روم، همیشه و همیشه از او در ذهنم یاد می‌کنم." کارراس دو فرزند به نام‌های آلبرتو (متولد ۱۹۷۲) و خولیا (متولد۱۹۷۸) دارد.

### صدا
صدای کارراس در دوران جوانی اش به عنوان یکی از زیباترین صداها شناخته می‌شد. یک منتقد اسپانیایی می‌گوید: کارراس یک لیریک تنور است که توانایی اسپینتو تنور را هم دارد. صدای او توانایی ارتعاش عالی دارد. فرناندو فراگا می‌افزاید: نت‌های سنگین تنور همواره برای او یک مشکل به جساب می‌آمد و با پیشرفت شغلی اش این مشکل برایش افزون تر گشت. همانند یکی از الگوهاش در موسیقی، ژوزپه استفانو (تنور مشهور ایتالیایی) او به زیبایی بیانش و نیز اجرای بااحساسش شهرت دارد. این خصوصیات به ویژه در اجرای نمایش توسکا در سال ۱۹۷۹ که همراه با موتسرات کابله اجرا گردید نمود یافت. بنا به گفته کارشناسان اجرای نقش‌هایی چون آندریا چنیر، دون خوزه در کارمن، دون کارلوس و.. فشار زیادی را بر صدای لیریک تنور او وارد آورد و باعث تیره شدن صدایش گردید، هرچند که از اجرای این نقش به خوبی برآمد.
دیلی تلگراف در مورد نقش آندریا چنیر او می‌نویسد: در طول چند هفته او خود را از لیریک تنور رودولفو در لابوهمه به آندریا چنیر (که صدای قوی ای را می‌طلبد) تبدیل کرد. توانایی‌های هنری این تنور اسپانیایی همه را مسحور خود می‌کند.
بعد از رهایی او از بیماری سرطان خون، خیلی از منتقدین و مردم با دید خصمانه به او می‌نگریستند. به عقیده آن‌ها تری تنورز راهی برای کارراس بود که هم بتواند خود را بهتر به مردم بشناساند با این حال صدای او دیگر زیبایی دوران قبل از بیماریش را ندارد و تنها به دلیل اینکه از سرطان نجات یافته‌است به عنوان عامل خیریه در کنسرتها حضور دارد! کارراس در این باره می‌گوید: اگر می‌خواستم هر چیزی را که در باره‌ام می‌نویسند جدی بگیرم عقلم را مدت‌ها پیش از دست می‌دادم!
نیوزویک دربارهٔ او می‌نویسد: یکی از بهترین تنورهای جهان. بیماری صدای او را تغییر نداد آنچه که تغییر کرد خودش بود.

### و سایر نکته‌ها
- لئونارد برنستاین او را پپه صدا می‌زد!(پپه شکل خودمانی خوزه‌است.)
- هربرت فون کارایان کمی پیش از مرگش در سال ۱۹۸۹ در مورد کارراس گفت: من شک دارم که آیا کاروسو، اپرای رکوییوم وردی را بهتر از کارراس اجرا کرده؟! او این بیماری سخت را پشت سر گذاشت با این حال باز هم پر از امید است. با اینکه می‌گوید تجربه وحشتناکی است اما این بنیاد را بنا نهاده تا به سایر بیماران کمک کند. او مرد تحسین برانگیزی است.
- کارراس در مصاحبه‌ای با مجله تایم می‌گوید: من می‌دانستم که با مرگ روبرو هستم. این بیماری مثل تونلی بود که گاه انتهایش روشن می‌شد و گاهی اوقات هم تاریک. من نگران مردنم نبودم. اما نگران فرزندانم چرا. ولی ترس از مرگ.. هرگز.
- نام اصلی وی خوسپ است که نامی کاتالانی می‌باشد. اما در ابتدای کارش مجبور شد آن را به شکل اسپانیولی اش یعنی خوزه درآورد. او هنوز هم از این موضوع ابراز رنجش می‌کند. کارراس در این باره به روزنامه تلگراف گفته‌است: «واقعاً از بی عدالتی و نبود آزادی رنج می‌کشم چون ۲۸ سال اول عمرم را در دوره فرمانروایی فرانکو سپری کردم. وقتی هجده ساله باشی و هیچ گونه انتخاباتی برگزار نشود مطمئناً بی عدالتی را حس خواهی کرد.» او از دستگیری دانشجویان در دانشگاه بارسلونا و فرار خودش از دست پلیس فقط به دلیل تندتر دویدنش نیز یادکرده‌است.
- در سال ۲۰۰۵ وب سایتی شایعه‌ای را در مورد کارراس و دومینگو از طریق یک ایمیل درست کرد که به سرعت انتشار یافت. این شایعه می‌گفت که کارراس و دومینگو مدت‌ها با هم اختلافات سیاسی داشتند (چون کارراس کاتالان و دومینگو از اهالی مادرید بود) و این دشمنی به حدی شدت گرفت که آن‌ها قرارداد کنسرت‌ها را به شرط عدم شرکت دیگری امضا می‌کردند. اما در زمان بیماری کارراس، دومینگو از طریق ایجاد بنیادی به نام ارموسا (Hermosa Foundation) به‌طور ناشناس به کارراس کمک‌های مالی کرده‌است و پس از آن روابط بین این دو بهبود یافت. کارراس به شدت این شایعه را از طریق وب سایت سرطان خون خود رد نموده و وجود هر گونه دشمنی و نیز کمک‌های مالی از جانب چنین بنیادی را تکذیب کرده‌است.